# Leptocometes spinipennis
Leptocometes spinipennis är en skalbaggsart som först beskrevs av Bates 1885. Leptocometes spinipennis ingår i släktet Leptocometes och familjen långhorningar.
Artens utbredningsområde är Panama. Inga underarter finns listade i Catalogue of Life.